# فلو لا موفي
خوسيه أنجيل هيرنانديز (1 أغسطس 1985 -
15 ديسمبر 2021) المعروف باسم فلو لا موفي (Flow La Movie)، كان منتج أغاني من بورتوريكو.

## سيرة شخصية
بدأ حياته المهنية في صناعة الموسيقى كمنتج عام 2011 واستمر حتى وفاته عام 2021. أطلق علامته الموسيقية المستقلة التي أنتجت أغاني مثل Te boté "التي تصدرت الأغاني اللاتينية الساخنة. كان أيضًا منتجًا لأوزونا ونيو غارسيا. La jeepeta.

## وفاته
توفي في 15 ديسمبر 2021 عن عمر ناهز 36 عامًا، عندما اشتعلت النيران في طائرة مستأجرة تقله وثمانية ركاب آخرين أثناء محاولتهم الهبوط الاضطراري بالقرب من مطار لاس أمريكا الدولي في سانتو دومينغو، جمهورية الدومينيكان. توفي جميع الأشخاص الآخرين الذين كانوا على متنها أثناء الحادث بما في ذلك زوجته واثنين من أطفاله الثلاثة.